# Saint-Alexis-de-Matapédia
Saint-Alexis-de-Matapédia är en kommun i provinsen Québec i Kanada. Den ligger i regionen Gaspésie–Îles-de-la-Madeleine, i den östra delen av landet, 700 km öster om huvudstaden Ottawa.